# الرجل العنكبوت (فلم 2002)
الرجل العنكبوت أو سبايدرمان (بالإنجليزية: Spider-Man) هو فيلم بطل خارق أمريكي إنتاج عام 2002، مستوحى من شخصية سبايدرمان من سلسلة المجلات المصورة مارفل كومكس. يُعد هذا الفيلم الأول في ثلاثية سبايدرمان التي أخرجها سام رايمي، وقام بكتابة السيناريو ديفيد كوب. يقوم ببطولته توبي ماغواير بدور "بيتر باركر"، إلى جانب كيرستين دانست، وويليم دافو، وجيمس فرانكو، وكليف روبرتسون، وروزماري هاريس.
بدأت فكرة الفيلم في الثمانينيات، وكان من المفترض أن يتم إخراجه بواسطة مخرجين مثل جيمس كاميرون وتوبي هوبر، لكن المشروع واجه مشكلات تتعلق بالترخيص والتمويل. بعد سنوات، حصلت كولومبيا بيكتشرز على حقوق الفيلم عام 1999، وتولى سام رايمي الإخراج في عام 2000. تم التصوير في نيويورك ولوس أنجلوس، واستخدمت شركة سوني بيكتشرز إيميج وركس لتصميم المؤثرات البصرية.
عُرض الفيلم لأول مرة في 29 أبريل 2002، في مسرح فوكس بقرية وست وود، ثم تم إصداره رسميًا في الولايات المتحدة في 3 مايو. لاقى الفيلم إشادة واسعة من النقاد والمشاهدين، حيث أثنوا على إخراج سام رايمي وأسلوبه، المؤثرات البصرية، والتسجيل الموسيقي لداني إلفمان. كما أُشيد بأداء الممثلين، خصوصًا توبي ماغواير وويليم دافو. حقق الفيلم نجاحًا تجاريًا، حيث بلغت إيراداته أكثر من 821.7 مليون دولار عالميًا، ليصبح أول فيلم يحقق أكثر من 100 مليون دولار في عطلة نهاية أسبوع واحدة، وأحد أعلى الأفلام دخلاً لعام 2002.
بفضل هذا النجاح، ساهم سبايدرمان في إعادة تعريف نوعية أفلام الأبطال الخارقين، وأدى إلى إصدار أجزاء تكميلية، سبايدرمان 2 عام 2004 وسبايدرمان 3 عام 2007.

## القصة
تبدأ القصة عندما يزور بيتر باركر، وهاري أوسبورن، وماري جين واتسون معملًا لأبحاث الهندسة الوراثية ضمن رحلة مدرسية. أثناء التقاط الصور، يتعرض بيتر للسعة عنكبوت خضع لتعديلات جينية بهدف جعله خارقًا. بعد عودته إلى المنزل، يشعر بالإعياء ويفقد الوعي، بينما يبدأ الجرح بالتورم. في الوقت ذاته، يسعى نورمان أوسبورن، والد هاري، جاهدًا لإنقاذ عقد عسكري مهم لشركته من منافسة قوية، فيجرب بنفسه بخارًا كيميائيًا غير مستقر بهدف تحسين أدائه، مما يزيد من سرعته وقوته. لكن التجربة تثير جنونه، ويدفعه ذلك لقتل مساعده المخلص مندل ستروم.
في اليوم التالي، يكتشف بيتر أن نظره قد تحسن، وأن جسده أصبح مفتول العضلات. في المدرسة، تتغير قدراته بشكل كبير حيث يكتشف أنه يمكنه إنتاج خيوط عنكبوت من يديه، ويتمتع بردود فعل سريعة للغاية. خلال مواجهة مع زميله فلاش تومسون، يتأكد من قواه الجديدة. بعد المدرسة، يبدأ بيتر بتدريب نفسه على تسلق الجدران، والقفز العالي، والتأرجح عبر خيوط العنكبوت. ولإعجاب ماري جين، يشارك في مسابقة مصارعة حرة لربح 3,000 دولار بهدف شراء سيارة، لكنه يُخفي خططه عن عمه وعائلته، مدعيًا أنه متجه إلى المكتبة. وفي الطريق، ينصحه عمه بحكمة: "مع القوة العظيمة تأتي المسؤولية العظيمة". لاحقًا، يفوز بيتر في المسابقة، ولكن المسؤول يرفض إعطاءه الجائزة كاملة. عندها، يسمح لأحد اللصوص بالهرب بعد سرقته الأموال، فقط ليكتشف لاحقًا أن هذا اللص قد أطلق النار على عمه، مما يدفعه لملاحقة اللص وإيقاعه في مصيره المحتوم.
بعد التخرج، يقرر بيتر استخدام قواه لمحاربة الجريمة مرتديًا زيًا جديدًا، ويعمل كمصور في إحدى الصحف، ملتقطًا صورًا حصرية للرجل العنكبوت. يتفاجأ أيضًا أن ماري جين أصبحت صديقة هاري، الذي لم يُعلمه بذلك.
في نفس الوقت، يكتشف نورمان أن مجلس الإدارة يخطط لبيع الشركة، فيهاجمهم خلال مهرجان، وينجح الرجل العنكبوت في إنقاذ ماري جين. يختطفه العفريت الأخضر لاحقًا ويعرض عليه أن ينضم إليه ليستفيد من قواه، إلا أن بيتر يرفض، ويحذره العفريت بأن الناس الذين ينقذهم سرعان ما سينقلبون عليه، وهو ما يحصل بالفعل.
في حفلة عيد الشكر، يكتشف نورمان هوية الرجل العنكبوت، فيقرر مهاجمة عمته ماي. لاحقًا، تعترف ماري جين بمشاعرها للرجل العنكبوت، لكن هاري يعتقد أن بيتر وماري جين قد أصبحا مقربين، ويخبر والده بذلك، كاشفًا نقطة ضعف بيتر. يختطف العفريت ماري جين، ويضع بيتر أمام خيار صعب بين إنقاذها أو إنقاذ حافلة مليئة بالأطفال. بمعاونة الناس، ينجح بيتر في إنقاذ الاثنين.
في معركة أخيرة، يتقاتل بيتر مع العفريت ويكتشف هويته الحقيقية. في أنفاسه الأخيرة، يطلب نورمان من بيتر إخفاء الحقيقة عن هاري، لكن هاري يرى الرجل العنكبوت بجوار جثة والده، مما يدفعه إلى الانتقام. لاحقًا، تعترف ماري جين بحبها لبيتر، لكنه يقرر الابتعاد حفاظًا على سلامتها، متقبلًا دوره كبطل، ومتذكرًا كلمات عمه.

## طاقم التمثيل
- توبي ماغواير بدور بيتر باركر / الرجل العنكبوت:

هو طالب موهوب أكاديميًا، لكنه يعاني من صعوبات اجتماعية. بعد تعرضه للعض من عنكبوت معدل وراثيًا، يكتسب قدرات خارقة مثل قوة كبيرة، وسرعة، وخفة حركة عالية، مما يغير حياته بشكل جذري.
اختير توبي ماغواير لدور بيتر باركر في يوليو 2000، وكان المخرج سام رايمي يفضل اختياره بعد أدائه في فيلم قوانين منزل سايدر. رغم أن الاستوديو تردد في البداية بشأن ماغواير، لعدم توافق مظهره مع صورة بطل خارق تقليدي، إلا أنه تمكن من إقناع المديرين التنفيذيين بأدائه في تجارب الأداء. وقع ماغواير عقدًا بقيمة تتراوح بين 3 و4 ملايين دولار، مع إمكانية رفع راتبه إذا تم إنتاج جزئين آخرين للفيلم.
للتحضير للدور، خضع ماغواير لتدريب مكثف مع مدرب بدني، ومعلم يوجا، وخبير في الفنون القتالية، بالإضافة إلى خبير في التسلق لتحسين لياقته البدنية. كما درس تصرفات العناكب واعتمد نظامًا غذائيًا خاصًا. ومن بين الممثلين الآخرين الذين اهتم بهم الاستوديو لهذا الدور كانوا ليوناردو دي كابريو، وفريدي برينز جونيور، وكريس كلاين، وويس بنتلي، وهيث ليدجر.
- كيرستين دانست بدور ماري جين واتسون:

هي الفتاة التي أحبها بيتر باركر منذ أن كان عمره ست سنوات. تعيش ماري جين في بيئة عائلية مضطربة مع أب مسيء، وتطمح إلى أن تصبح ممثلة، لكنها تعمل كنادلة في مطعم، وهي وظيفة تخفيها عن صديقها هاري أوسبورن.
لم تنجح كايت بوسورث في تجارب الأداء للدور. قبل أن يختار سام رايمي كيرستين دانست، كان مهتمًا بأليسيا ويت. قررت دانست إجراء اختبار الأداء عندما علمت أن توبي ماغواير قد تم اختياره لدور بيتر، حيث شعرت أن الفيلم سيكون أكثر تميزًا واستقلالية. حصلت دانست على الدور قبل شهر من بدء التصوير بعد أداء تجربة في برلين.
- ويليم دافو بدور نورمان أوسبورن / العفريت الأخضر:

هو الرئيس التنفيذي لشركة أوسكورب، الذي يختبر على نفسه معزز قوة غير مستقر، ويتحول إلى العفريت الأخضر. في البداية، لم يكن يدرك هوية الرجل العنكبوت الحقيقية، لكنه كان يعتبر نفسه بمثابة الأب البديل لبيتر باركر، متجاهلًا ابنه هاري.
تم اختيار ويليم دافو لدور أوسبورن في نوفمبر 2000. كانت هناك عدة أسماء مرشحة لهذا الدور مثل نيكولاس كيج، وجايسون إسحاق، وجون مالكوفيتش، وجيم كاري، لكنهم رفضوا المشاركة. أصر دافو على ارتداء زي الشخصية بنفسه، على الرغم من عدم راحته، حيث شعر أن ذلك سيساعده في إيصال لغة الجسد الضرورية للعفريت الأخضر. كان يتطلب ارتداء البدلة المكونة من 580 قطعة حوالي نصف ساعة كل مرة.
- جيمس فرانكو بدور هاري أوسبورن:

هو ابن نورمان والصديق المفضل لدى بيتر باركر.
- كليف روبرتسون: بن باركر.
- روزماري هاريس: ماي باركر.
- جي كي سيمونز: جاي جونا جيمسون.
- جو مانغانيلو: فلاش تومسون.
- مايكل باباجون: اللص الذي قتل بن باركر.

## الإنتاج

### التصوير
كان من المقرر بدء تصوير الفيلم في نوفمبر 2000 في مدينة نيويورك على مسارح صوتية تابعة لاستوديوهات سوني بيكتشرز، وكان من المخطط إصدار الفيلم بعد عام. لكن مع تأجيل عرض الفيلم إلى 3 مايو 2002، بدأ التصوير رسميًا في 8 يناير 2001 في كولفر سيتي. بعد أحداث 11 سبتمبر 2001، أُعيد تصوير بعض المشاهد، وتم إزالة صور البرجين التوأمين رقميًا من الفيلم. في حادث مأساوي، توفي عامل البناء تيم هولكومب عندما اصطدمت رافعة بسلة البناء التي كان بداخلها، مما أدى إلى فرض غرامة على سوني بيكتشرز بقيمة 58,805 دولار من قِبل قسم السلامة والصحة المهنية في كاليفورنيا.
في لوس أنجلوس، تم التصوير في عدة مواقع، بما في ذلك متحف التاريخ الطبيعي لمشهد مختبر جامعة كولومبيا (حيث تم عض باركر)، ومبنى باسيفيك للكهرباء كمكاتب ديلي بوغل، وقصر جرايستون كمنزل نورمان أوسبورن. وفي أبريل، سُرقت أربعة أزياء لسبايدرمان، وعرضت سوني مكافأة قدرها 25,000 دولار لمن يستردها. بعد 18 شهرًا، تم استرداد الأزياء، وتم القبض على حارس أمني سابق. انتقل التصوير بعد ذلك إلى مدينة نيويورك لمدة أسبوعين، حيث تم تصوير مشاهد في جسر كوينزبورو، والمكتبة التذكارية، ومكتبة نيويورك العامة، وحديقة في مركز روكفلر. اختتم الإنتاج بالعودة إلى لوس أنجلوس في يونيو، حيث شملت مواقع التصوير مبنى فلاتيرون لمكاتب ديلي بوغل.

### المؤثرات
جون ديكسترا، مشرف المؤثرات البصرية، عُين في عام 2000 وأقنع المخرج باستخدام الدوبليرات المولدة بواسطة الكمبيوتر إلى جانب الدوبليرات الحقيقية. ورغم أن المخرج كان يميل إلى الأساليب التقليدية في أفلامه السابقة، فقد تعلّم الكثير عن استخدام الكمبيوتر خلال عملية الإخراج. بذل ديكسترا جهدًا كبيرًا في التخطيط لمشاهد التأرجح بين المباني، واصفًا إياها بأنها "باليه في السماء". تعقيد هذه المشاهد أدى إلى زيادة الميزانية المبدئية للفيلم من 70 مليون دولار إلى 100 مليون دولار.

### التصميم
قبل الوصول إلى التصميم النهائي لمظهر العفريت الأخضر في الفيلم، تم ابتكار غطاء رأس متحرك بواسطة شركة أمالجاميتد دايناميكس. كان جيمس أشيسون، أحد مصممي الأزياء، يفضل في البداية فكرة تصميم زي للرجل العنكبوت بلون أسود مع شعار أحمر. بينما التصور النهائي للزي الذي تم استخدامه في الفيلم كان يتضمن شعارًا موسعًا على الصدر مع خطوط حمراء تمتد على جانبي الساقين.
لتصميم زي الرجل العنكبوت، تم تصميم بدلة ضيقة تناسب جسد ماغواير، وتضمنت تغطية بطبقات من المواد لتشكيل مظهر البدلة. صُممت البدلة كقطعة واحدة، بما في ذلك القناع، وتم وضع قشرة صلبة تحت القناع لتعديل شكل الرأس وضمان تثبيته بإحكام وراحة. وللمشاهد التي يظهر فيها الرجل العنكبوت بدون قناعه، تم إنشاء بدلة أخرى بميزة القناع المنفصل. تمت إزالة الحزام الذي يميز الزي باستخدام تقنيات الكمبيوتر، وصُممت عدسات القناع لتكون على شكل مرآة.

## شباك التذاكر
عند بداية عرض فيلم سبايدرمان في 2 مايو 2002 في 3,615 دور عرض، حقق 114,844,116 دولارًا خلال أقل من أسبوع، ليصبح أسرع فيلم يصل إلى حاجز المائة مليون دولار. ومع ذلك، تجاوز هذا الرقم في عام 2006 فيلم قراصنة الكاريبي: صندوق الرجل الميت. كما حقق سبايدرمان أعلى إيراد خلال يوم واحد حيث بلغ 43,622,264 دولارًا في 4 مايو 2002، لكن تم تجاوزه لاحقًا في عام 2004 من قبل فيلم شريك 2.
في نهاية العام، وصل إجمالي إيرادات الفيلم إلى 403,706,375 دولارًا، ليصبح الفيلم الأكثر ربحًا لعام 2002، متفوقًا على أفلام مثل سيد الخواتم: البرجان وحرب النجوم الجزء الثاني: هجوم المستنسخين. على مستوى الولايات المتحدة، يحتل "سبايدرمان" المرتبة السابعة في قائمة الأفلام الأعلى إيرادًا، والمرتبة السابعة عشر عالميًا بإجمالي 821,708,551 دولارًا.

## جوائز
حصل فيلم سبايدرمان على العديد من الجوائز، بما في ذلك جائزة اختيار المراهقين وجائزة زحل، وتم ترشيحه لجائزتي أوسكار: أفضل تأثيرات بصرية وأفضل خلط صوت (حيث كان كيفن أوكونيل، وغريغ ب. راسل، وإد نوفيك مسؤولين عن خلط الصوت)، لكنه خسر أمام فيلمي سيد الخواتم: البرجان وشيكاغو، على التوالي. فاز داني إلفمان بجائزة زحل عن الموسيقى، كما حصل الفيلم على جوائز خيار الشعب في فئة "الصورة المتحركة المفضلة". وعلى الرغم من ترشيحه لجائزة الفيلم المفضل في حفل توزيع جوائز اختيار أطفال نكلوديون، فقد خسر أمام فيلم أوستن باورز في غولدميمبر.

## وصلات خارجية
- مقالات تستعمل روابط فنية بلا صلة مع ويكي بيانات